# 韦温 (曹国公)
韦温（7世纪—710年7月24日），唐朝官员，唐中宗及其子唐殇帝年间为宰相。为其堂妹、唐中宗有权势的妻子韦皇后所信，中宗死后，韦皇后在政变中被杀，他也被杀。

## 家世
韦温生年不详。父韦玄俨在唐高宗末年为许州刺史。韦温叔父韦玄贞之女即韦温堂妹是高宗皇太子李哲的太子妃。弘道元年（683年）唐高宗崩后，李哲继位，即唐中宗，韦玄贞也因是皇后的父亲而被迅速提拔为豫州刺史。但不久中宗即和作为摄政维持实权的其母武太后（后称武则天）冲突，其中部分原因是他急于提拔韦玄贞为侍中。光宅元年（684年）二月，武太后废唐中宗为庐陵王，流放其夫妇。后她于天授元年（690年）自己夺取帝位为“皇帝”。韦温因此不能因堂妹得到帮助，还在为汴州司仓参军时因贪赃被杖责和免职。

## 唐中宗复位期间
神龙元年（705年），武则天被推翻，时为皇太子、已改名李显的李哲复位。他的妻子再度成为皇后。韦后的父亲韦玄贞已在流放中死去，弟弟韦洵、韦浩、韦洞、韦泚也已被蛮族首领宁承基所杀，韦温作为韦后最近的本家男性亲属，被提拔为礼部尚书，封鲁国公。因韦后想提拔亲属，他的很多亲戚也蒙受了荣宠。韦温后又兼扬州大都督，改封曹国公。
景龙二年（708年）三月，宰相宗楚客、纪处讷、韦后女安乐公主李裹儿丈夫太常卿武延秀、韦温等因封户多在河南道、河北道，说服朝廷诏两道如遇水旱，以蚕折租。
三年（709年）三月，韦温被任为太子少保（当时并无皇太子，这完全是荣衔），遥授兼扬州大都督，授同中书门下三品，为实质宰相。
韦温忌惮宰相苏瑰正直，不敢中伤他。他也想巩固权位，引用友党，公卿虽害怕，但他无能，不如武氏之凶炽。曾监修国史。

## 身亡
四年（710年）六月，中宗暴崩，传统史家相信这是韦后及李裹儿实施的毒杀，以使韦后最终能如武则天那样成为“皇帝”，李裹儿也能成为皇太女。韦后初不发丧，立即发府兵五万屯京师，提拔韦温为总知内外守捉兵马事，守卫和救援宫廷、掖庭，以韦温族弟卫尉卿韦、侄长安令韦播、外甥郎将高嵩分领左右羽林军。
在中宗妹太平公主和昭仪上官婉儿安排下，中宗庶子李重茂将被立为皇帝，韦后作为皇太后摄政，中宗弟曾是皇帝的相王李旦为太尉参谋政事。上官婉儿将这些内容写进了中宗的遗诏。韦后召宰相韦巨源、萧至忠、宗楚客、纪处讷、韦温、李峤、韦嗣立、唐休璟、赵彦昭、苏瑰、韦安石等十九人入宫会议。宗楚客反对遗诏，秘密对韦温说这将使得韦后和李旦要频繁磋商，有违“嫂叔不通问”的礼节。韦、宗率其他宰相上表请韦后临朝，苏瑰认为遗诏不可改，但当韦、宗发怒后也害怕，只得从之，于是李旦没有受任参谋政事。李重茂不久登基，即唐殇帝，韦后作为皇太后摄政。
宗楚客畏惧李旦和太平公主，劝韦太后和韦温杀掉他们，并与韦温和李裹儿、纪处讷等商议谋杀殇帝。太平公主和李旦之子临淄王李隆基闻讯，计划政变，而韦播、高嵩为了立威苛待万骑招怨使得政变更容易了。李隆基趁机鼓动万骑起事反对韦氏一党。7月21日，太平公主和李隆基起事，李隆基率公主子卫尉卿薛崇简、苑总监钟绍京、前朝邑尉刘幽求领万骑到左羽林军杀韦璿、韦播、高嵩，获取羽林军支持，乱兵杀韦太后和李裹儿。李旦辅政。但韦温却不知为何在24日才在东市之北被万骑处决。韦温死后，宗族遭戮。同时被杀的还有内将军贺娄氏、纪处讷、宗楚客、武延秀、散骑常侍马秦客、国子祭酒叶静能、司农卿赵履温、光禄少卿杨均、韦温侄掌左屯营驸马都尉韦捷、韦温族弟韦婴、宗楚客弟将作大监宗晋卿、卫尉卿王哲、太常卿李{王曳}、将作少匠李守质及武氏宗族等，韦巨源、殿中监张涉为乱兵所杀。韦嗣立险些遇害，仅因是李旦嫡长子宋王李成器的姨父而被其救护幸免。殇帝下诏大赦，称中宗系被韦温、马秦客、叶静能、宗楚客、纪处讷、武延秀、赵履温、杨均等鸩杀。
李旦后登基为唐睿宗，谥韦巨源为昭，户部员外郎李邕反驳，指韦巨源当初在辅政遗诏一事中迎合韦温，导致韦后临朝、韦温当国。后睿宗下诏立平王李隆基为皇太子时，在诏书中说“韦温、延秀，朋党竞起”。李隆基登基为唐玄宗后，开元二年（714年），国子祭酒韦嗣立、青州刺史韦安石、刑部尚书赵彦昭等因当初身为宰相不能制止宗楚客、韦温改遗诏之事被弹劾，被贬，韦安石愤激而死。约九年（721年），魏州刺史张廷珪上书，请求恢复河南道、河北道水旱旧制，获准。

## 延伸阅读
[在维基数据编辑]
 《舊唐書·卷183》，出自刘昫《舊唐書》